# Bromtol

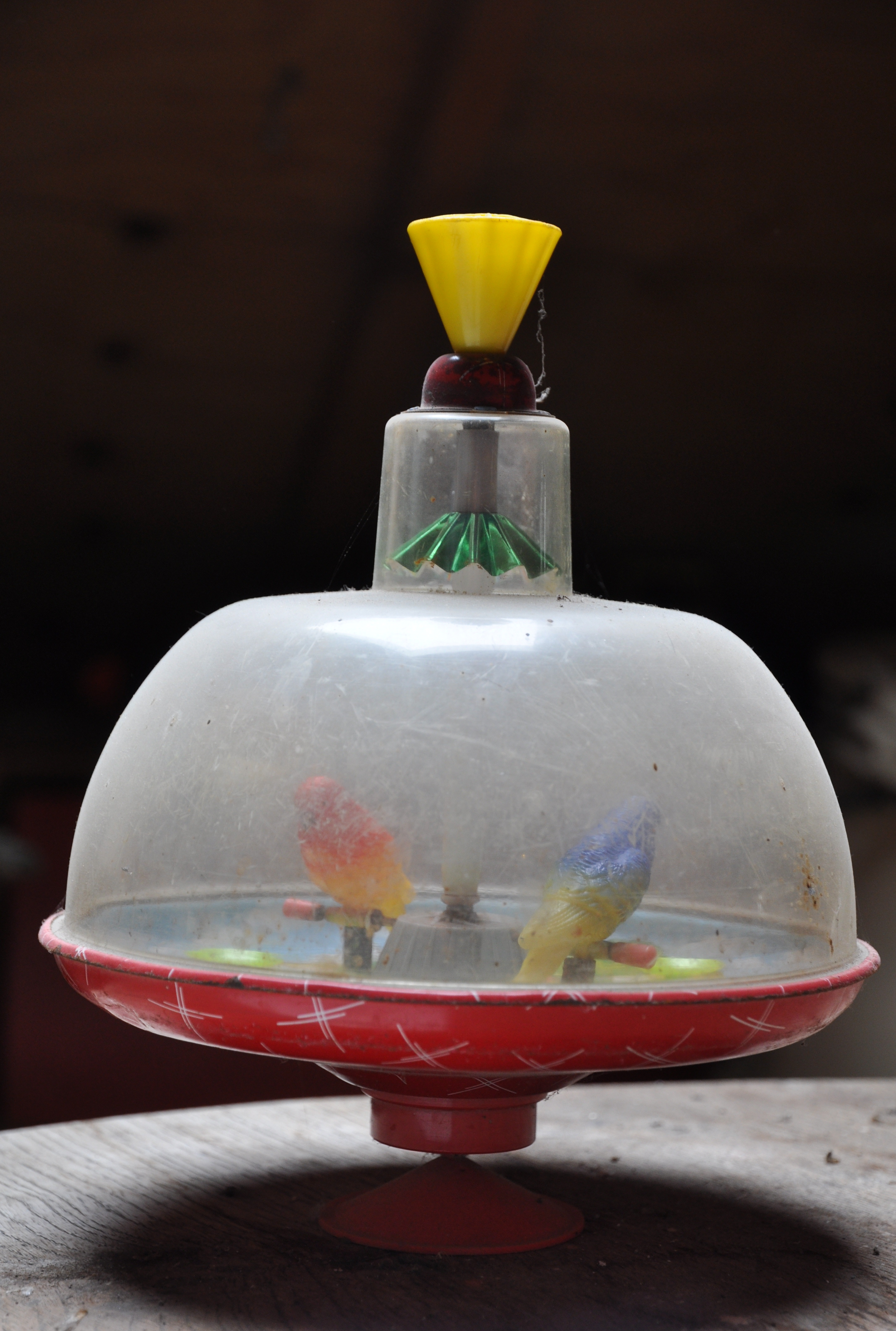
Oude en met stof bedekte bromtol

Een bromtol is klassiek mechanisch speelgoed dat doet denken aan een draaitol. De bromtol staat echter op een stevige voet en heeft een breed middenstuk van metaal of plastic, vaak met heldere, warme kleuren of doorzichtig met binnenin driedimensionale figuren. Bovenop zit een knop die enkele malen ingedrukt moet worden, waardoor de tol opgewonden wordt en gaat draaien. Hierbij maakt deze een zoemend of brommend geluid (doorslaande tongen) dat wordt voortgebracht door luchtwervelingen. 